# 第16回カンヌ国際映画祭
第16回カンヌ国際映画祭（だい16かいカンヌこくさいえいがさい）は、1963年5月9日から23日にかけて開催された。

## 受賞結果
- パルム・ドール：『山猫』（ルキノ・ヴィスコンティ）
- 審査員特別賞：『猫に裁かれる人たち』（ヴォイチェフ・ヤスニー）、『切腹』（小林正樹）
- 男優賞：リチャード・ハリス （『孤独の報酬』）
- 女優賞：マリナ・ヴラディ （『女王蜂』）
- 脚本賞：アンリ・コルピ （『Codine』）

## 審査員

### コンペティション部門
- 審査委員長 
  - アルマン・サラクルー （フランス/作家）
- 審査員
  - ルーベン・マムーリアン (アメリカ/監督)
  - ジャクリーヌ・オードリー (フランス/監督)
  - ロベール・オッセン (フランス/俳優)
  - フランソワ・シャヴァヌ (フランス/プロデューサー)
  - スティーヴン・パロス (イギリス/プロデューサー)
  - ジャン・ルイージ・ロンディ (イタリア/ジャーナリスト)
  - ジャン・ド・バロンセリ (フランス/批評家)
  - Jourenev (ソ連/歴史家)
  - 川喜多かしこ (日本/フィルム・ライブラリー助成協議会)
  - ヴィルフリッド・ボームガルトナー  (フランス/政治家)

## 上映作品

### コンペティション部門
アルファベット順。邦題ない場合は原題の下に英題。
| 題名 原題                                                | 監督                                  | 製作国              |
| -------------------------------------------------------- | ------------------------------------- | ------------------- |
| Als twee druppels water (Like Two Drops of Water)        | フォンス・ラデメーカーズ              | オランダ            |
| Alvorada                                                 | ヒューゴ・ニーベリング                | 西ドイツ            |
| 猫に裁かれる人たち Az prijde kocour                      | ヴォイチェフ・ヤスニー                | チェコスロバキア    |
| Carambolages (Carom Shots)                               | マルセル・ブリュワル                  | フランス            |
| Codine                                                   | アンリ・コルピ                        | フランス ルーマニア |
| El Buen Amor (The Good Love)                             | フランシスコ・レゲーロ                | スペイン            |
| El Otro Cristóbal                                        | アーマンド・ガッティ                  | キューバ            |
| 婚約者たち I Fidanzati                                   | エルマンノ・オルミ                    | イタリア            |
| 山猫 Il gattopardo                                       | ルキノ・ヴィスコンティ                | イタリア フランス   |
| 愛される方法 Jak byc kochana                             | ヴォイチェフ・イエジー・ハス          | ポーランド          |
| Kertes házak utcája (A Cozy Cottage)                     | フェイェール・タマーシュ              | ハンガリー          |
| 女王蜂 L'ape regina                                      | マルコ・フェレーリ                    | イタリア フランス   |
| La Cage (The Cage)                                       | ロベール・ダレーン                    | ガボン フランス     |
| アメリカのねずみ Le Rat d'Amérique                       | ジャン＝ガブリエル・アルビコッコ      | フランス            |
| Les Abysses                                              | ニコ・パパタキス                      | フランス            |
| Lord of the Flies                                        | ピーター・ブルック                    | イギリス            |
| 敬われるべき全ての人々 Los Venerables todos              | マヌエル・アンティン                  | アルゼンチン        |
| Оптимистическая трагедия (Optimistic Tragedy)            | サムソン・サムソーノフ                | ソビエト連邦        |
| Ouranos (Glory Sky)                                      | タキス・カネロプロス                  | ギリシャ            |
| Pour la suite du monde (For Those Who Will Follow)       | ミシェル・ブロー ピエール・パルローエ | カナダ              |
| 切腹                                                     | 小林正樹                              | 日本                |
| 孤独の報酬 This Sporting Life                            | リンゼイ・アンダーソン                | イギリス            |
| アラバマ物語 To Kill a Mockingbird                       | ロバート・マリガン                    | アメリカ合衆国      |
| Тютюн (Tobacco)                                          | ニコラス・コラボフ                    | ブルガリア          |
| 何がジェーンに起ったか? What Ever Happened to Baby Jane? | ロバート・アルドリッチ                | アメリカ合衆国      |
| 武則天 (Empress Wu Tse-Tien)                             | リー・ハンシャン                      | イギリス領香港      |
| Zeilen                                                   | ハッテム・ホービング                  | オランダ            |

### 特別招待作品
- 鳥 - アルフレッド・ヒッチコック（アメリカ）
- 8 1/2 - フェデリコ・フェリーニ（イタリア）